# Tuc dera Gireta
El Tuc dera Gireta és una muntanya de 2.593 metres que es troba entre els municipis de Naut Aran, a la comarca de la Vall d'Aran i França.